# Minardi PS01
Minardi PS01 — гоночный автомобиль Формулы-1, разработанный австрийским конструктором Густавом Брюннером и построенный командой Minardi для участия в чемпионате 2001 года.

## История
В названии шасси использовались первые буквы имени и фамилии нового владельца команды — австралийского бизнесмена Пола Стоддарта. Машины оснащались двигателями Cosworth, которые обозначались как European по названию авиационной компании хозяина команды.
На Гран-при Венгрии дебютировала модифицированная версия шасси PS01B, которая отличалась измененной задней частью и переработанной коробкой передач.
За рулём Minardi PS01 дебютировали в Формуле-1 первый малайзийский гонщик Алекс Йонг, а также испанец Фернандо Алонсо, в будущем чемпион мира 2005 и 2006 годов.

## Результаты выступлений чемпионате мира
| Сезон | Шасси | Двигатель        | Шины | Пилоты | 1    | 2   | 3    | 4    | 5   | 6    | 7    | 8    | 9    | 10  | 11  | 12   | 13   | 14   | 15   | 16   | 17  | Место | Очки |
| ----- | ----- | ---------------- | ---- | ------ | ---- | --- | ---- | ---- | --- | ---- | ---- | ---- | ---- | --- | --- | ---- | ---- | ---- | ---- | ---- | --- | ----- | ---- |
| 2001  | PS01  | European 3,0 V10 | M    |        | АВС  | МАЛ | БРА  | САН  | ИСП | АВТ  | МОН  | КАН  | ЕВР  | ФРА | ВЕЛ | ГЕР  | ВЕН  | БЕЛ  | ИТА  | США  | ЯПО | НКЛ   | 0    |
| 2001  | PS01  | European 3,0 V10 | M    | Маркес | Сход | 14  | 19   | Сход | 16  | Сход | Сход | 9    | Сход | 15  | НКВ | Сход | Сход | Сход |      |      |     | НКЛ   | 0    |
| 2001  | PS01  | European 3,0 V10 | M    | Йонг   |      |     |      |      |     |      |      |      |      |     |     |      |      |      | Сход | Сход | 16  | НКЛ   | 0    |
| 2001  | PS01  | European 3,0 V10 | M    | Алонсо | 12   | 13  | Сход | Сход | 13  | Сход | Сход | Сход | 14   | 17  | 16  | 10   | Сход | Сход | 13   | Сход | 11  | НКЛ   | 0    |

| Легенда к таблице |                                                                    |
| --- | ------------------------------------------------------------------ |
| В таблице перечислены результаты всех Гран-при Формулы-1, в которых использовался автомобиль. Строками таблицы являются сезоны, столбцами — этапы чемпионата мира. В каждой клетке указаны сокращённое название этапа и результат, дополнительно обозначенный цветом. Расшифровка обозначений и цветов представлена в нижеследующей таблице. |                                                                    |
| \| Пример \| Описание \| \| ------------ \| ------------------------------------------------------------------ \| \| 1 \| Победитель \| \| 2 \| Второе место \| \| 3 \| Третье место \| \| 5 \| Финишировал, заработав очки \| \| Сход \| Не финишировал, но при этом заработал очки \| \| 12 \| Финишировал, не получив очков \| \| НКЛ \| Финишировал, но не попал в финальную классификацию \| \| 15 \| Участвовал вне зачёта, либо по отдельной классификации \| \| 18 \| Не финишировал, но попал в финальную классификацию \| \| Сход \| Не финишировал \| \| НКВ \| Не прошёл квалификацию \| \| НПКВ \| Не прошёл предквалификацию \| \| ДСК \| Дисквалифицирован \| \| ИСК \| Исключён из протокола соревнований \| \| ТТ \| Заявлен для участия только в тренировках \| \| НС \| Участвовал в квалификации, но не стартовал в гонке \| \| Т \| Травмирован или болен \| \| ОТК \| Отказ от участия \| \| НТР \| Прибыл на соревнования, но на трассу не выезжал \| \| НПР \| Был заявлен в числе участников, но не прибыл к началу соревнований \| \| О \| Соревнования отменены \| \| \| Не участвовал \| \| Поул-позиция \| \| \| Быстрый круг \| \| |                                                                    |
| Пример | Описание                                                           |
| 1 | Победитель                                                         |
| 2 | Второе место                                                       |
| 3 | Третье место                                                       |
| 5 | Финишировал, заработав очки                                        |
| Сход | Не финишировал, но при этом заработал очки                         |
| 12 | Финишировал, не получив очков                                      |
| НКЛ | Финишировал, но не попал в финальную классификацию                 |
| 15 | Участвовал вне зачёта, либо по отдельной классификации             |
| 18 | Не финишировал, но попал в финальную классификацию                 |
| Сход | Не финишировал                                                     |
| НКВ | Не прошёл квалификацию                                             |
| НПКВ | Не прошёл предквалификацию                                         |
| ДСК | Дисквалифицирован                                                  |
| ИСК | Исключён из протокола соревнований                                 |
| ТТ | Заявлен для участия только в тренировках                           |
| НС | Участвовал в квалификации, но не стартовал в гонке                 |
| Т | Травмирован или болен                                              |
| ОТК | Отказ от участия                                                   |
| НТР | Прибыл на соревнования, но на трассу не выезжал                    |
| НПР | Был заявлен в числе участников, но не прибыл к началу соревнований |
| О | Соревнования отменены                                              |
| | Не участвовал                                                      |
| Поул-позиция |                                                                    |
| Быстрый круг |                                                                    |